# Leo Kanner
Leo Kanner (Klekotow, 13 giugno 1894 – Sykesville, 3 aprile 1981) è stato uno psichiatra austriaco naturalizzato statunitense.
Docente dal 1948 alla Johns Hopkins University, nel 1943 descrisse l'autismo infantile precoce o sindrome di Kanner.
Dal 1938 ebbe la possibilità di osservare undici bambini autistici (nove maschi e due femmine) e scoprì 3 punti fondamentali, validi tutt'oggi, relativi alla condizione autistica:
-	l'isolamento autistico:  comportamento di isolamento  da tutto ciò che viene dall'esterno;
-	il desiderio della ripetitività: comportamento ansioso ossessivo di conservare la ripetitività delle abitudini, delle azioni, del linguaggio;
-	gli isolotti di capacità: la buona intelligenza mnemonica, fenomenale e/o numerica.
Secondo Kanner l'autismo deriva da fattori interpersonali psicodinamici e non cercò le cause biologiche, seppur dichiarando che l'autismo è un disturbo innato del contatto affettivo.
Le sue teorie sulle cause dell'autismo, non più tenute in considerazione, si possono trovare nell'articolo intitolato "Disturbi autistici del contatto affettivo".